# Trofeo Villa de Madrid 1993
La vigésima primera edición del Trofeo Villa de Madrid se disputó en la capital de España el 31 de agosto de 1993. Junto al anfitrión, el Atlético de Madrid, conformaban el plantel de equipos participantes el Vasco da Gama, equipo que disputaba la máxima competición brasileña y el Rayo Vallecano.

## Resultados

### Primer partido de 45'
| 31 de agosto de 1993 | Rayo Vallecano | 0:1 | Vasco da Gama | Vicente Calderón, Madrid                             |                                                      |
|                      |                |     | Valdir 40'    | Asistencia: 20.000 espectadores Árbitro(s): (España) | Asistencia: 20.000 espectadores Árbitro(s): (España) |

### Segundo partido de 45'
| 31 de agosto de 1993 | Atlético de Madrid      | 2:0 | Rayo Vallecano | Vicente Calderón, Madrid                                             |                                                                      |
|                      | kiko 3' Luis García 24' |     |                | Asistencia: 20.000 espectadores Árbitro(s): Carcelén García (España) | Asistencia: 20.000 espectadores Árbitro(s): Carcelén García (España) |

### Tercer partido de 45'
| 31 de agosto de 1993 | Atlético de Madrid | 1:1 | Vasco da Gama | Vicente Calderón, Madrid                                             |                                                                      |
|                      | Caminero 12'       |     | Dias 47'      | Asistencia: 20.000 espectadores Árbitro(s): Carcelén García (España) | Asistencia: 20.000 espectadores Árbitro(s): Carcelén García (España) |

| Lanzamientos de penalty |                  |     |                  |            |  |
| Pedro                   | j                | 1:0 | Fallo de penal   | Días       |  |
| Pirri                   | Acierto de penal | 2:1 | Acierto de penal | Pimentel   |  |
| Caminero                | Acierto de penal | 3:2 | Acierto de penal | Bernardo   |  |
| Quevedo                 | Acierto de penal | 4:3 | Acierto de penal | Gina       |  |
| Juanito                 | Acierto de penal | 5:3 | Fallo de penal   | Jorge Luiz |  |

|                                        |
| Bandera de España                      |
| Campeón Atlético de Madrid 11.º título |